# Ohrnberg
Ohrnberg ist ein Dorf in Hohenlohe, das seit Ende 1972 ein Teil Öhringens ist. Der Ort hat heute etwa 700 Einwohner.

## Geographie
Das Dorf Ohrnberg liegt in Luftlinie etwa sechs Kilometer westnordwestlich der Stadtmitte von Öhringen an der Mündung der Ohrn in den Kocher. Der Dorfkern liegt auf dem unteren Sporn zwischen Ohrn und zulaufendem Kocher, welchem kurz vor der Ohrn schon im Ortsbereich noch der kleinere Pfahlbach zufließt. Das Dorf hat heute Siedlungsteile links der Ohrn und vor allem und aus neuerer Zeit auch auf dem rechten Gegenhang des Kochers.
Außer dem Dorf liegen noch kleinere Orte im Stadtteil Ohrnberg, die Höfe Buchhof und Ruckhardtshausen auf der Hochebene nördlich des Kochers, der Wohnplatz Neuenberg am linken Hangfuß des Kochertales flussaufwärts des Dorfes, der Hof Heuholzhöfe auf dem Rücken zwischen Ohrn und Pfahlbach und der Wohnplatz Lohhöfe oben auf dem Sporn zwischen Ohrn und abfließendem Kocher.

## Geschichte
Die erste urkundliche Erwähnung Ohrnbergs war im Jahr 779, damals lag der Kern des Ortes auf der rechten Seite des Kochers. Der Name dieser Ortschaft war Wächlingen, was auf eine von den Kelten gegründete Siedlung zurückgeführt werden kann. Ab dem Jahr 1052 wird der Ort Ohrnberg auf der linken Uferseite direkt an der Mündung der Ohrn in den Kocher erwähnt. Am 31. Dezember 1972 wurde Ohrnberg nach Öhringen eingemeindet.
Heute ist Ohrnberg ausschließlich eine Wohnsiedlung. Bis in die 1970er Jahre gab es in Ohrnberg bis zu vier Wirtschaften, drei Lebensmittelläden, Bäcker und Metzger.

## Bauwerke und Sehenswürdigkeiten
Sehenswerte Gebäude in Ohrnberg sind neben der Kirche, deren Grundmauern teilweise aus dem frühen 14. Jahrhundert stammen, noch das Rathaus und das Schafhaus.
- Evangelische Kirche Ohrnberg

Die Ohrnberger Kirche war früher eine Filiale von Baumerlenbach und kam mit der Mutterkirche 1037 an das Stift Öhringen. Sie war im Mittelalter den Kirchenpatronen Basilides, Quirinius und Nabor geweiht. 1270 wurde erstmals eine Pfarrei Ohrnberg erwähnt. Die einschiffige Kirche mit Gewölbe-Fresken (Evangelistensymbole) im romanischen Turmchor (jetzt Sakristei) wurde 1370 gotisch sowie erneut 1601/02 durch Erweiterung des Schiffs nach Norden mit dortiger Dreiseiten-Empore, mit Altar und der darüber liegenden Kanzel sowie hufeisenförmig darauf ausgerichtetem Gestühl zur Querkirche umgebaut. 1704 erhielt der Turm ein Fachwerkgeschoss mit achteckigem Zelthelm. Die Emporenbrüstung besteht aus Leinwandbildern von Christus, den Aposteln und den Evangelisten. Das Schiff wurde von Oberbaurat Heinrich Dolmetsch 1900 renoviert und von Architekt Walther-Gerd Fleck 1962 restauriert.
- Wasserkraftwerk

Zwischen Ohrnberg und Möglingen steht das Wasserkraftwerk Ohrnberg, welches vom Stausee im heutigen Naturschutzgebiet Reiherhalde über einen rund 1,1 km langen Stollen mit Wasser versorgt wird. Durch den Stollen wird ein Nutzgefälle von 8,8 bis 11,2 m erreicht.

## Verkehr

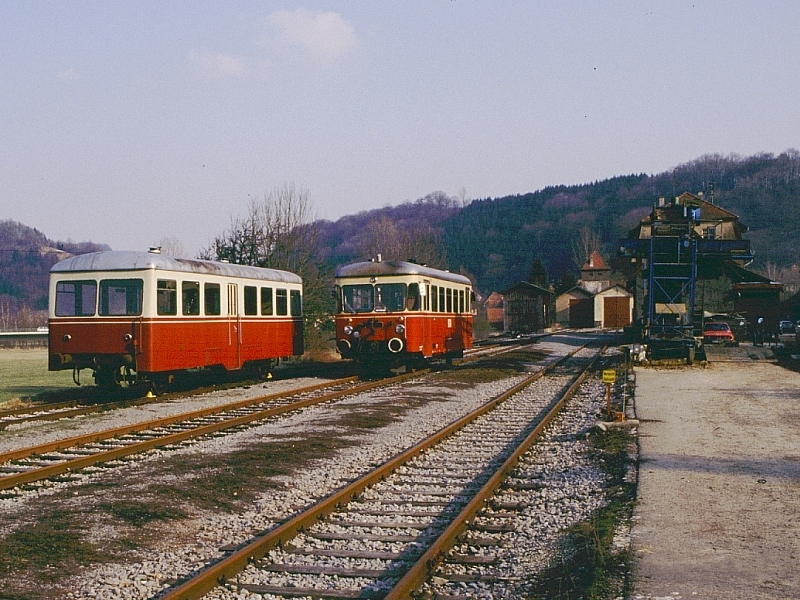
Ehemaliger Bahnhof Ohrnberg mit VT 23 (rechts) und Beiwagen (links), Februar 1993

Ohrnberg war von 1913 bis 1993 Endpunkt der Unteren Kochertalbahn, welche als Privatbahn der Württembergischen Eisenbahngesellschaft (WEG) gehörte und die am 1. August 1913 Ohrnberg erreichte. Seit 1907 bestand schon die Strecke zwischen Neuenstadt am Kocher und Bad Friedrichshall, die nun eine Gesamtlänge von 22,6 km hatte. Heute sind die Gleise auf dem Gebiet des Hohenlohekreises abgebaut, und auf der alten Trasse verläuft seit 2008 ein Teil des Kocher-Jagst-Radweges.

## Persönlichkeiten
- Hellmut Aichele (* 1902 in Ohrnberg; † 1975 in Stuttgart), Organist, Musikpädagoge, Chorleiter und Komponist